# She's the Boss
Albums de Mick Jagger
Primitive Cool
(1987)
Singles
1. Just Another Night
Sortie : 1985
2. Lucky in Love
Sortie : 1985
3. Hard Woman
Sortie : 1985

She's the Boss est le premier album solo de Mick Jagger, chanteur des Rolling Stones, sorti le 19 février 1985 sur le label CBS Records.

## Contexte
Quand sort leur album Undercover en 1983, les Rolling Stones ne partent pas en tournée et Mick Jagger commence à écrire des chansons pour un projet solo. Avec l'aide de nombreux musiciens invités, il enregistre son album entre mai et novembre 1984 aux Compass Point Studios aux Bahamas. Il coproduit le disque avec Bill Laswell et Nile Rodgers.
En raison notamment de différends artistiques, l'ambiance entre les membres des Rolling Stones est alors loin d'être au beau fixe, surtout entre Mick Jagger et Keith Richards. Ce dernier voit d'un très mauvais œil son partenaire de longue date se lancer dans une carrière solo et ne manque pas de le faire savoir, déclarant même en 1986 : « Si Mick fait une tournée sans nous, je lui coupe la gorge ».
L'album est un succès. Il est certifié disque de platine aux États-Unis et au Canada et disque d'argent au Royaume-Uni.

## Liste des titres
Toutes les chansons sont écrites et composées par Mick Jagger sauf mentions.
| No | Titre               | Auteur                         | Durée |
| -- | ------------------- | ------------------------------ | ----- |
| 1. | Lonely at the Top   | - Mick Jagger - Keith Richards | 3:47  |
| 2. | 1/2 a Loaf          |                                | 4:59  |
| 3. | Running Out of Luck |                                | 4:15  |
| 4. | Turn the Girl Loose |                                | 3:53  |
| 5. | Hard Woman          |                                | 4:24  |
| 6. | Just Another Night  |                                | 5:15  |
| 7. | Lucky in Love       | - Jagger - Carlos Alomar       | 6:13  |
| 8. | Secrets             |                                | 5:02  |
| 9. | She's the Boss      | - Jagger - Alomar              | 5:15  |

## Musiciens
- Mick Jagger – chant, chœurs, harmonica
- Jeff Beck – guitare
- G. E. Smith (en) - guitare sur Secrets
- Pete Townshend – guitare sur Lonely at the Top, guitare acoustique sur Hard Woman
- Nile Rodgers – guitare sur 1/2 a Loaf et Secrets
- Eddie Martinez – guitare sur 1/2 a Loaf Lonely at the Top, Running Out of Luck et She's the Boss
- Bernard Edwards – basse sur 1/2 a Loaf, Turn the Girl Loose and Secrets
- Robbie Shakespeare – basse sur Running Out of Luck, Just Another Night, Lucky in Love et She's the Boss
- Colin Hodgkinson – basse sur Hard Woman
- Bill Laswell – basse, synthétiseur sur Just Another Night
- Guy Fletcher – synthétiseur sur Lonely at the Top, Lucky in Love et She's the Boss'
- Ron Magness – synthétiseur sur Just Another Night
- Wally Badarou – synthétiseur sur Lucky in Love et She's the Boss
- John Bundrick – synthétiseur sur Just Another Night
- Robert Sabino (en) – claviers, piano, synthétiseur sur 1/2 a Loaf et Secrets
- Jan Hammer – piano sur Hard Woman
- Herbie Hancock – orgue Hammond sur Lonely at the Top, synthétiseur sur Running Out of Luck, Turn the Girl Loose et Lucky in Love
- Chuck Leavell – orgue Hammond sur Lucky in Love et She's the Boss
- Paul Buckmaster – arrangements et direction des cordes sur Hard Woman
- Ray Cooper – percussions sur Lucky in Love, congas sur She's the Boss
- Aïyb Dieng – percussions sur Just Another Night et Lucky in Love
- Sly Dunbar – batterie sur Running Out of Luck, Just Another Night, Lucky in Love et She's the Boss
- Steve Ferrone – batterie sur 1/2 a Loaf
- Anton Fier – programmation, batterie électronique sur Just Another Night, percussions sur She's the Boss
- Anton Fig (en) – batterie sur Turn the Girl Loose et Secrets'
- Michael Shrieve – batterie sur Lonely at the Top
- Tony Thompson – batterie sur Hard Woman
- Bernard Fowler – chœurs sur Lonely at the Top, Lucky in Love et She's the Boss
- Fonzi Thornton (en) – chœurs sur 1/2 a Loaf
- Alfa Anderson – rap sur Turn the Girl Loose
- Lenny Pickett – saxophone baryton sur Turn the Girl Loose
- Daniel Ponce – batá sur Running Out of Luck

## Classements hebdomadaires
| Classement (1985)             | Meilleure position |
| ----------------------------- | ------------------ |
| Allemagne (Media Control AG)  | 4                  |
| Autriche (Ö3 Austria Top 40)  | 7                  |
| Canada (RPM Top Albums)       | 10                 |
| États-Unis (Billboard 200)    | 13                 |
| Norvège (VG-lista)            | 4                  |
| Nouvelle-Zélande (RIANZ)      | 3                  |
| Pays-Bas (Mega Album Top 100) | 2                  |
| Royaume-Uni (UK Albums Chart) | 6                  |
| Suède (Sverigetopplistan)     | 6                  |
| Suisse (Schweizer Hitparade)  | 3                  |

## Certifications
| Pays                    | Certification | Unités certifiées |
| ----------------------- | ------------- | ----------------- |
| Allemagne (BVMI)        | Or            | 250 000           |
| Canada (Music Canada)   | Platine       | 100 000           |
| États-Unis (RIAA)       | Platine       | 1 000 000         |
| Nouvelle-Zélande (RMNZ) | Platine       | 15 000            |
| Royaume-Uni (BPI)       | Argent        | 60 000            |